# Rivière Chaudière
Die Rivière Chaudière (Abenaki: Kikonteku) ist ein rechter Nebenfluss des Sankt-Lorenz-Stroms in der kanadischen Provinz Québec.

## Flusslauf
Der Fluss entspringt im Lac Mégantic und fließt nordwärts, zunächst durch die Ausläufer der Appalachen, anschließend durch die Sankt-Lorenz-Ebene. Schließlich mündet er bei Lévis, gegenüber der Provinzhauptstadt Québec, in den Strom. Er ist 193 km lang und entwässert ein Gebiet von 6682 km². Knapp vier Kilometer vor der Mündung befinden sich die Chutes de la Chaudière, ein 35 m hoher Wasserfall.
Die Rivière Chaudière durchquert insgesamt 262 Seen mit einer Gesamtfläche von 62 km². Die mittlere Abflussmenge beträgt bei Saint-Lambert-de-Lauzon 114 m³/s, wobei der Wert zwischen 11 m³/s und 470 m³/s (Frühjahrshochwasser) schwankt; der historische Höchstwert beträgt 1760 m³/s. Die wichtigsten Zuflüsse sind Rivière du Loup, Rivière Famine, Rivière Beaurivage und Bras Saint-Victor. Der Fluss gilt als sehr artenreich; an ihm leben fast 50 % aller Tierarten in Québec, namentlich 330 von 653 der in der Provinz bekannten Wirbeltierarten.

## Geschichte
Nahe dem Wasserfall lebten einst die Abenaki, die den Fluss Kikonteku nannten, was „Fluss der Felder“ bedeutet. Auf Karten von Samuel de Champlain findet sich der Name Rivière des Etchemins, diese Bezeichnung wird jedoch heute für einen anderen Fluss etwas weiter östlich verwendet. Anschließend wurde er eine Zeitlang als Rivière du Sault de la Chaudière, bis sich schließlich Ende des 18. Jahrhunderts Rivière Chaudière durchsetzte. Der Fluss war für die französischen Kolonisten von großer Bedeutung, da er eine natürliche Verbindung zwischen Neufrankreich und den britischen Kolonien im Süden darstellte. Während der Invasion von Kanada 1775 zogen hier die Truppen von Benedict Arnold durch, bei ihrem Versuch, die Stadt Québec einzunehmen.

## Wasserkraftanlagen
An den Chutes des la Chaudière in Lévis befindet sich das Chaudière-Wasserkraftwerk (⊙). Es besitzt 2 Kaplan-Turbinen (S-Turbine oberstrom) mit einer Gesamtleistung von 24 MW. Die Fallhöhe beträgt 35 m. Das am 14. März 1999 in Betrieb genommene neue Wasserkraftwerk ersetzt eine ältere Anlage.

## Verschmutzung
Nach dem Eisenbahnunfall von Lac-Mégantic am 6. Juli 2013 verschmutzten etwa 100.000 Liter Rohöl die Rivière Chaudière.